# 大麻町川崎
大麻町川崎（おおあさちょうかわさき）は、徳島県鳴門市の大字。郵便番号は779-0223。

## 地理
鳴門市の南西部に位置。北は大麻町板東・大麻町萩原、東は大麻町三俣・大麻町市場、西は大麻町津慈、南は旧吉野川の南側で板野郡藍住町に接する。農業地帯。条里制遺構に沿う整然とした集落で、農業用水堀が発達している。
旧吉野川に沿った堤防上を徳島県道226号津慈広島線が通り、徳島県道41号徳島北灘線が西境を南北へ縦貫し、同道の旧吉野川には川崎端が架橋されている。

### 河川
- 旧吉野川

### 小字
| - 井料 - 馬細工 - 榎ノ内 - 鍛治ケ西 - 川縁 | - 北裏 - 楠 - 飛やくび - 志や連地 - 生尺 | - 勝瑞境 - 城の内 - 城の東 - 城ノ前 - 新道地 | - 上下指柳 - 隅田 - 千馬 - 辻 - 露生勢 | - 東西方願 - 中筋 - 流レ - 野際 - 東地 | - 鉾田 - 堀ノ内 - 南畑 - 明善 - 横枕 |  |

## 歴史
江戸期から明治22年にかけては板東郡および板野郡の村であった。寛文4年より板野郡に属す。
明治22年に同郡板東村の大字となった。大正4年11月より板東町の大字となる。昭和34年4月に板東町と堀江町が合併し大麻町が誕生し同町の大字となる。昭和42年に大麻町が鳴門市に編入され現在の鳴門市の大字となる。

## 世帯数と人口
2022年（令和4年）7月31日現在の世帯数と人口は以下の通りである。
| 町丁       | 世帯数  | 人口  |
| ---------- | ------- | ----- |
| 大麻町川崎 | 137世帯 | 266人 |

## 小・中学校の学区
市立小・中学校に通う場合、学区は以下の通りとなる。
| 番地 | 小学校             | 中学校             |
| ---- | ------------------ | ------------------ |
| 全域 | 鳴門市立板東小学校 | 鳴門市立大麻中学校 |

## 施設
- 鳴門市川崎小学校跡地
- 東光寺 - 阿波北方二十四輩霊場18番札所

## 交通

### 道路
都道府県道
- 徳島県道41号徳島北灘線
- 徳島県道226号津慈広島線